# Sierra del Tontal-chinchillarat
De Sierra del Tontal-chinchillarat (Abrocoma schistacea) is een chinchillarat die voorkomt in de Argentijnse provincie San Juan, en wel van de Sierra del Tontal.
De rug van deze soort is grijsachtig, met een donkerdere aalstreep. De buikharen zijn grijs aan de basis en lichter aan de top. Op de buik zit een witte vlek. Ook de regio rond de anus is lichter. De staart is grijsachtig aan de bovenkant en geel aan de onderkant. De Sierra de Famatina-chinchillarat is een middelgrote soort (kop-romplengte 160–196 mm, staartlengte 96–120 mm, achtervoetlengte 24.9-30.0 mm). Deze soort heeft grote voortanden.